# Havok
Havok Physics (более известный как просто Havok) — физический движок, разработанный ирландской компанией Havok. Движок создаёт симуляцию физического взаимодействия в реальном времени, что делает мир игры более живым и реалистичным, подобно физике Ragdoll. Havok Physics является кроссплатформенным движком.

## История
Компания Havok была основана в Дублине (Ирландия) в 1998 году Хью Рейнольдсом (Hugh Reynolds) и Стивеном Коллинсом (Steven Collins).
1-я версия Havok SDK была представлена на Game Developers Conference в 2000 году.
14 сентября 2007 года корпорация Intel заявила о приобретении ею компании Havok.
В январе 2008 года Национальная Академия телевизионных наук и искусств США вручила премию Эмми в номинации «Лучший физический движок» технологии Havok.
20 февраля 2008 года компания Havok сообщила, что движок Havok Physics становится бесплатным для загрузки разработчикам игр на PC, однако только для некоммерческого использования. Для мультиплатформенных разработчиков Havok всё ещё останется платным.
1 июня 2008 года движки Havok Physics и Havok Animation становятся доступными для загрузки и коммерческого использования разработчикам игр на PC для Microsoft Windows.
11 июня 2008 года компания Havok, входящая в состав корпорации Intel, заключила соглашение, по которому будет сотрудничать с компанией AMD в деле оптимизации графических карт ATI Radeon и центральных процессоров AMD под физический движок Havok.
В 6-й версии движка Havok впервые представлены такие инструменты как Havok Cloth (реалистичное поведение тканей, одежды) и Havok Destruction (имитация различных разрушений).
В октябре 2009 года компания Ubisoft подписала соглашение с компанией Havok, согласно которому движок «Havok» будет использоваться в играх, разрабатываемых Ubisoft, на протяжении многих лет.
В декабре 2009 года была выпущена 7-я версия продукта.
В 2011 году появился 3D-графический движок Havok Vision Engine, приобретённый у немецкой компании Trinigy.
2 октября 2015 года корпорация Microsoft объявила о приобретении у Intel компании Havok.

## Использование
После представления первого SDK в 2000 году он использовался более чем в 150 компьютерных играх. Первоначально большинство игр, работавших на технологиях Havok, принадлежали к жанру шутеров от первого лица. Например, физическая часть движка Source, созданного Valve Corporation и использующегося в игре Half-Life 2 и её дополнениях, включает в себя часть переработанного кода Havok Physics версии 2. На сегодняшний день применение этого физического движка можно видеть в таких жанрах, как приключенческая игра (Uru: Ages Beyond Myst от Cyan Worlds), стратегия в реальном времени (StarCraft II или Heroes of The Storm от Blizzard Entertainment), экшен (Assassin's Creed от Ubisoft), платформер (Super Smash Bros. Brawl от Nintendo). На данный момент подтверждена покупка лицензии и использование физического движка в проектах компании Wargaming.
Havok также используется в продуктах компании Autodesk Media & Entertainment, программных пакетах 3DS Max и Maya.

## Havok AI
На международной выставке Game Developers Conference 2009 компания Havok анонсировала и продемонстрировала новое middleware-решение для разработчиков — «Havok AI». Havok AI является реализацией игрового искусственного интеллекта в виде подпрограммного обеспечения.

## Havok Behavior Tool
Программный продукт для разработки систем реакции игровых персонажей на внутриигровые события. Является бесплатным для некоммерческого использования.

## Havok Vision Engine
3D-графический движок поддерживающий нормал-маппинг для текстур, метод освещения radiosity, динамическое освещение и затенение, эффекты, создаваемые системой частиц, потоковую подгрузку локаций, эффекты пост-обработки изображения, такие, как HDR и глубина резкости. Получаемое изображение выводится на экран при помощи OpenGL или DirectX 11.

## Havok FX
Компания разрабатывала специальный комплект, получивший название Havok FX, который должен был сделать возможным использовать мощности графических процессоров видеокарт AMD и NVIDIA для физических расчётов. Продукт был заморожен после того, как Intel купила компанию Havok.